# Piçənis
Piçənis (in armeno Վակունիս?, Vakunis) è un villaggio rurale nel distretto di Laçın, in Azerbaigian.

## Origini del nome
Una proposta di etimologia del nome lo fa derivare dalla popolazione turca dei Peceneghi, da cui prenderebbe il nome anche il fiume Piçənisçay che scorre nei pressi del villaggio.

## Storia
Dal 1923 al 1929 Piçənis fece parte del cosiddetto Kurdistan rosso all'interno della RSS Azera. Questa entità autonoma fu poi trasformata nel distretto di Laçın. Nel 1992, durante la prima guerra del Nagorno Karabakh, le forze armene occuparono l'intero distretto, e Piçənis entrò quindi a far parte dei territori sotto controllo armeno intorno al Nagorno Karabakh, e quindi de facto della repubblica secessionista dell'Artsakh, all'interno nella regione di K'ašat'aġ. Il villaggio tornò sotto il controllo azero con l'armistizio del 2020 che pose fine alla seconda guerra del Nagorno Karabakh.

## Monumenti e luoghi d'interesse

### Architetture religiose
A Piçənis si trovano una chiesa del XVII secolo, un cimitero della metà del XIX secolo e due moschee protette dallo Stato. Sono inoltre presenti due khachkar del XII secolo e uno databile fra il XV e il XVI secolo.

### Architetture civili
Nel villaggio è situato un mausoleo del XIX secolo.

### Siti archeologici
Nei pressi di Piçənis si trova l'insediamento medievale di Aġǰayaz (in armeno Աղջայազ?).

## Economia
La principale occupazione dei residenti è l'allevamento.